# 토마 블랑샤르
토마 블랑샤르(프랑스어: Thomas Blanchard, 1980년 7월 16일 ~ )는 프랑스의 배우이다.
앙제에서 태어났다.

## 영화
- 에어 콤프리메 (2018년) - 빈센트 역
- 디 엘리펀트 앤 더 버터플라이 (2017년)
- 저니 투 그린랜드 (2016년)
- 터닝 타이드 (2015년)
- 프레쥬디스 (2015년)
- 카프라이스 (2015년)
- 투 어텀스, 쓰리 윈터스 (2013년)
- 더 하운즈 (2012년)
- 우리에게 남을 것 (2012년, Ce qu'Il Restera de Nous) - 단편
- 파이널 디멘드 (2011년)
- 메모리 레인 (2010년)
- 해로운 우정 (2006년)
- 회색영혼 (2005년)
- 용감한 자에게 안식은 없다 (2003년)
- 포르노그래피 (2001년)
- Le Grand soir (2001년)